# Єлизавета (Гальшка) Острозька
Єлизавета  (також Галшка, Гальшка, Галжбета від ст.-укр. форм імені Єлизавета, Галъшка, Алжка, (Г)алжбѣта) Іллівна Острозька (19 червня/листопада 1539, Острог — наприкінці грудня 1582, Дубно/Закриниччя на Поділлі) — княгиня, яка походила з давньоукраїнського князівського роду Острозьких, меценатка культури, засновниця Острозької академії.

## Біографія

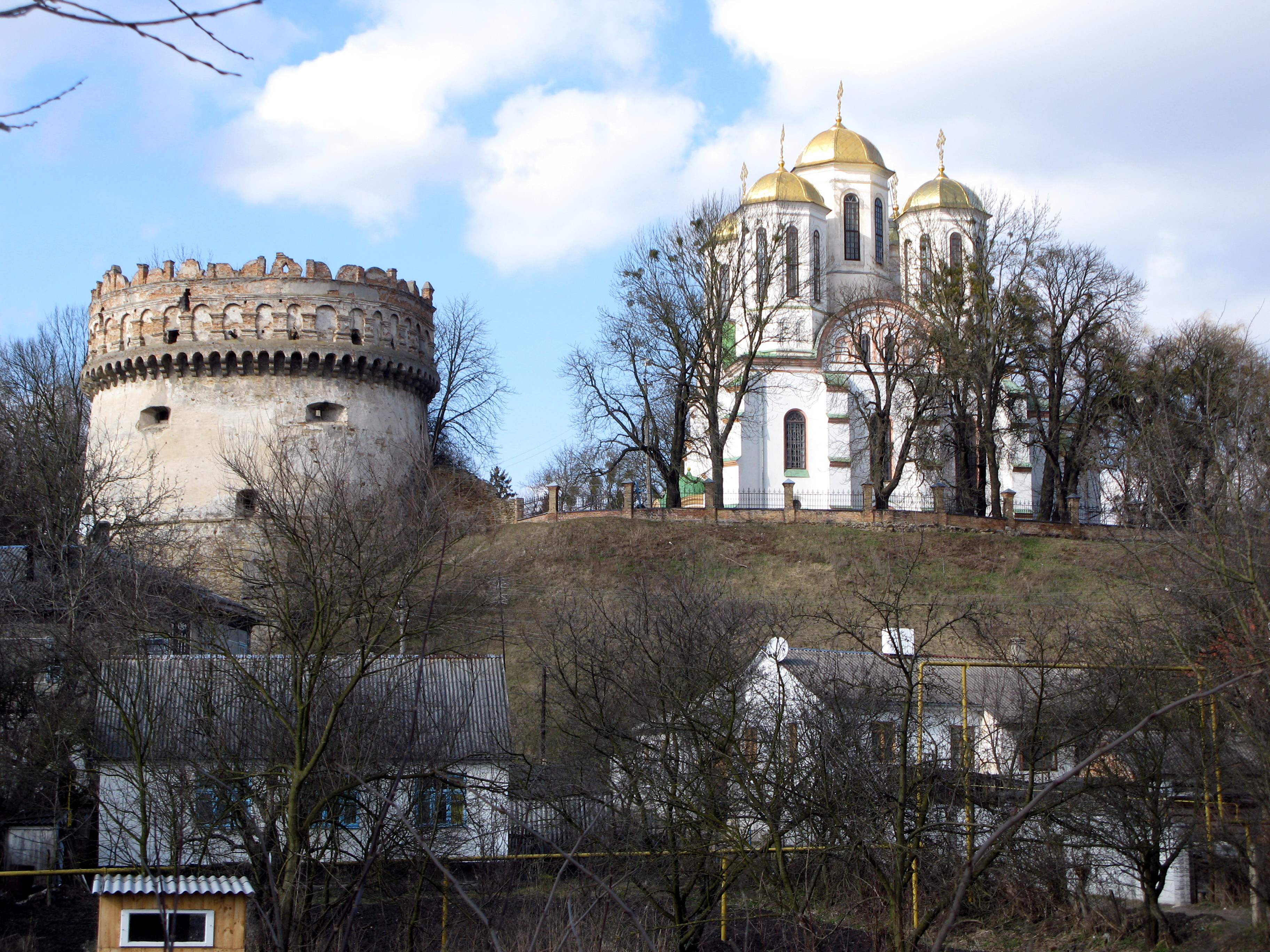
Острозький замок, який перейшов Гальшці у спадок від Іллі Острозького

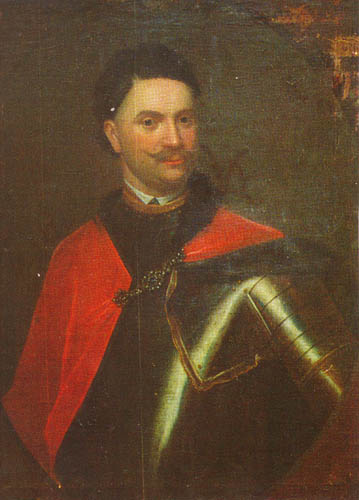
Дмитро Санґушко

Батько Гальшки Ілля Острозький мав прихильне ставлення спадкоємця престолу Сигізмунда ІІ Августа і перебував при королівському дворі. При дворі Іллі підібрали дружину — Беату Косьцєлєцку (Костелецьку), красуню, що належала до одного з найзаможніших і найвпливовіших родів королівства, проте деякі історики вважають, що її дійсне походження було ще вищим. На думку багатьох сучасників, Сігізмунд віддав володарю Волині власну позашлюбну доньку від довголітнього зв'язку з Катажиною Тельничанкою. З нею Сигізмунд I Старий одружитись не міг, тому видав Катажину за коронного підскарбія Анджея Косцелецького і Беата була його невизнаною дитиною.
Шлюб Ілля Острозький та Беата узяли 3 вересня 1538 року. Після святкування подружжя Острозьких від'їхало у свої волинські володіння. Спільне життя закінчилося несподівано швидко: в 1539 році, через півроку після одруження, здоровий і сильний князь Ілля раптово помер.
У заповіті князь подбав про майновий стан своєї родини й визнав законність появи на світ дитини, яку чекала Беата. Крім того, заповітом визначались опікуни для неї і для ненародженої ще дитини, ними князь просив стати польського короля Сигізмунда ІІ Августа і його матір — Бону Сфорцу. 
Гальшка народилася в день святої Єлизавети, тобто 19 листопада 1539 року. В офіційних документах, зокрема, в книгах Литовської метрики вона записана під ім'ям Альжбети, Ельжбети, а також по-народному Гальшка, під котрим увійшла в історію. По народженню Гальшка стала власницею багатьох міст, містечок, замків, маєтностей, після смерті матері мала отримати ще частину спадку. Це стало пізніше причиною постійних позивань Беати Костелецької з Василем Острозьким за спадщину та трагічної долі Гальшки.
Про дитячі та юнацькі роки Гальшки залишилось небагато відомостей. Відомо, що вона уміла читати, писати, вивчала Святе Письмо й напевно, крім русинської, говорила польською мовою. Була вродливою дівчиною. Сучасники називали її найгарнішою жінкою XVI століття.
|  | «Така краса народжується протягом століть, завойовує собі славу… і пам'ять про неї зберігається у нащадків…» (Вс. Соловйов) |

Довести правдоподібність цього твердження можливості немає, бо немає жодного сучасного портрета Гальшки. Зображення князівни на полотні Яна Матейка «Проповідь Скарги» і незліченні портрети Гальшки, виставлені в Острозькій Академії, імовірно написані під враженням портрета її матері Беати — Гальшку зображують темноокою брюнеткою, часто одягненою в костюм чужої епохи.
Вигідною «партією» для представників багатьох магнатських родів робили Гальшку її багатства і бажання породичатися з династією Острозьких. Шлюбні питання доньки вирішувала мати Беата Костелецька, дядько Костянтин-Василь Острозький і король Сигізмунд II Август, кожен із яких, перш за все, намагався подбати про свій інтерес і вигоду. У 1551 році Сигізмунд II Август, бажаючи видати Гальшку за вигідну йому людину, на Віленському сеймі добився ухвали спеціального положення, за яким питання про шлюб дівчат-сиріт повинно було вирішуватися їх найближчими родичами. Такими особами були Острозькі та польський королівський дім. Беата в цей час займається сватанням доньки за Мартина Зборовського, сина каліського воєводи. В той час до князівни сватались подільський воєвода Миколай Мелецький, Дмитро Санґушко, лютеранин Анджей Ґурка і князь Ян Зембицький.
Існує напівісторична-напівлітературна легенда, використана пізніше Пантелеймоном Кулішем (також твердження польського історика Юзефа Вольфа), що серед претендентів був і Дмитро Вишневецький, відомий як Байда. У легенді йшла мова про глибоке почуття до Гальшки Іллівни, яке змусило Вишневецького не одружуватись зовсім. Сімейним станом племінниці зацікавився князь Острозький, який пропонував Гальшці одружитись із старостою канівським й черкаським Дмитром Санґушком — героєм оборони Житомира від нападу кримських татар, який отримав письмову згоду опікуна Василя Костянтина Острозького та матері (пізніше відмовилась дотримуватись зобов'язання). На початку вересня 1553 року князь Василь Костянтин Острозький і Дмитро Санґушко прибули до Острога, де жила вдова Беата із дочкою. Д. Сангушко разом з В. К. Острозьким взяли приступом замок в Острозі, невдовзі перевіз Гальшку до Канева.
За легендою Дмитро Санґушко був вражений красою дівчини і закохався в неї. Беата перечила цьому шлюбу, вінчання відбулось попри її волю. Гальшці було на той час 14 років, тому за налякану наречену на вінчанні згоду висловив її опікун — дядько (стрийко), князь Василь Костянтин Острозький.
|  | Настав час мінятись шлюбними обручками. І тут скоїлось страшне. В храм увірвався величезної сили вітер. Який розкрив навстіж масивні церковні врата. Від одного його подиху згасли свічки і огні в лампадах, розхитались хоругви, все тряслось і тріщало, а на банях дзвонили і завивали, розколисані вітром, дзвони. Стало моторошно і страшно. — Княже, сам Бог і природа проти цього вінчання, — прошепотів священик. — Отче, гроші плачу тобі я, а не природа, продовжуй! — тихо наказав князь. |

Беата звернулась із скаргою до Сигізмунда ІІ Августа, наслідок — узимку 1553—1554 рр. відбувся суд у Книшині, на який Дмитро (довірив захист шляхтичу Одаховському) та князь не з'явилися. Вирок суду був таким: князя Санґушка стратити (цьому «посприяли» Мартин Зборовський, який хотів видати Гальшку за когось з синів — Пйотра чи Марціна; король, Микола Христофор Радзивілл «Чорний» (через намагання збільшити власні впливи у Великому Князівстві Литовському, чому заважав тесть В. К. Острозького Ян Амор Тарновський), а Гальшку повернути до матері. Універсали було надіслано по всіх містах, замках і монастирях, для того, щоб швидше піймати князя. Дмитро Санґушко вирішив сховатися в Рудницях, у Чехії. Разом з Гальшкою, переодягненою в чоловічий костюм, Дмитро Санґушко перетнув кордон Речі Посполитої. Його наздогнав воєвода Марцін Зборовський-старший із синами, представив Дмитра Санґушка як злочинця, потім із слугами здійснив напад на нього беззбройного. Жорстоко побитого, закривавленого князя закували в кайдани й посадили у в'язницю. На початку лютого Зборовські вивезли Санґушка до Яромежу, замкнули в стайні, наступної ночі вбили. Через чотири дні князя вдалось поховати.
Гальшка Іллівна опинилася під «опікою» вбивць свого чоловіка, які конкурували за право стати її чоловіком. Але Гальшку повернув Сігізмунд ІІ Август, який мав плани одружити її з Лукашем Ґуркою. Беата не погоджувалась на цей шлюб. Гальшку було обмануто, повідомивши, що мати не має нічого проти і дала згоду на шлюб. Гальшку й Лукаша Ґурку обвінчав єпископ Познанський (РКЦ) в присутності короля. Проте Гальшка, дізнавшись, що її обмануто, відмовилась вважати свого чоловіка законним і втекла до Львова, де знайшла притулок у монастирі Ордену домініканців. Король Сигізмунд II Август дав наказ львівському старості Пйотру Бажому відібрати Гальшку в матері й віддати Лукашу Ґурці — її законному чоловіку. Гальшка на цей час була закохана у князя Симеона Слуцького і проявила характер. Симеона привели до монастиря в одязі жебрака, обвінчали з Гальшкою (таємно від короля це планував зробити віленський воєвода М. Х. Радзивілл «Чорний») у 1559 році, коли їй було 19. Король не погодився з цим, з'явився універсал силою відібрати Гальшку. Аргументи, що Гальшка має законного чоловіка, сили не мали.

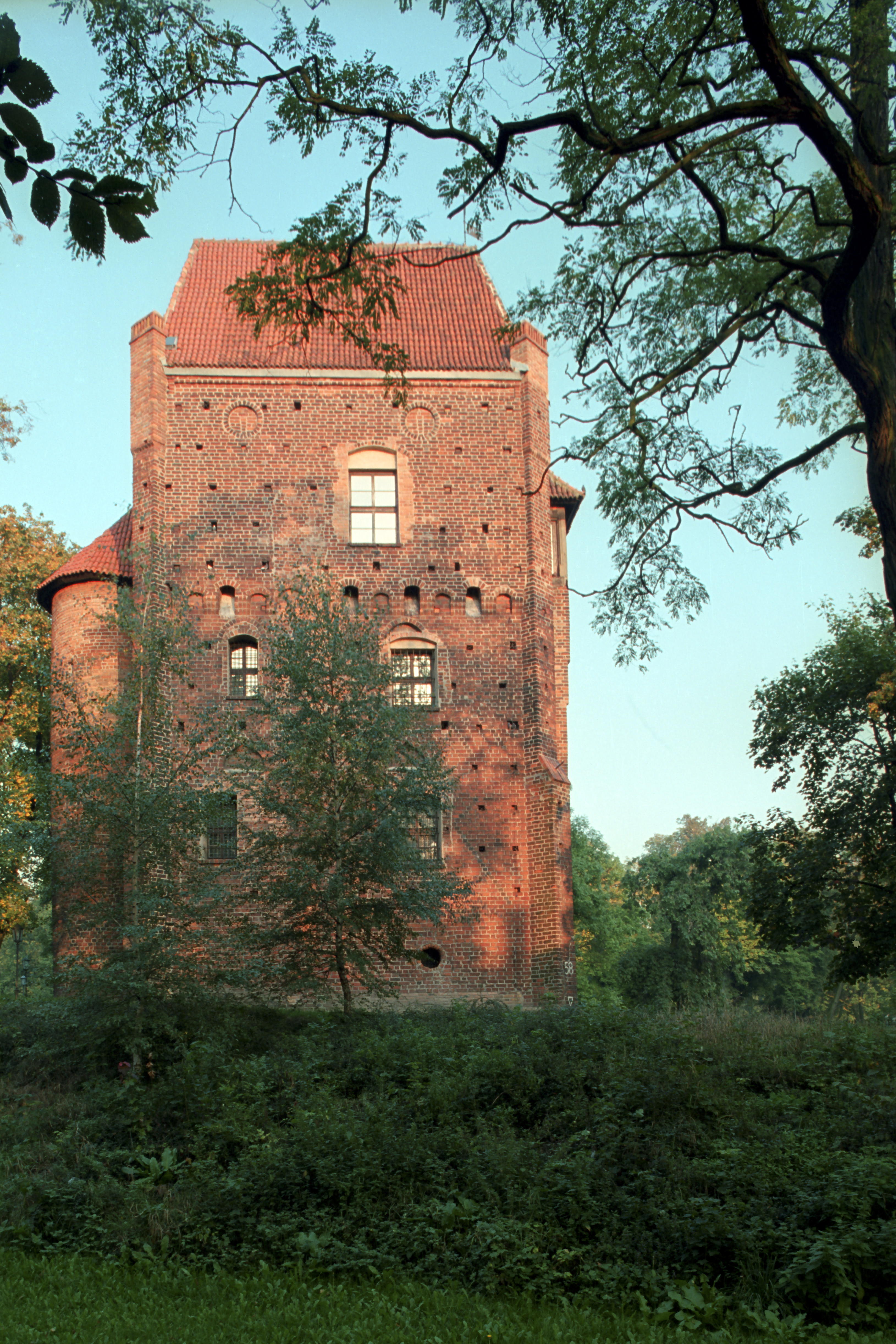
Вежа замку у Шамотулах, де утримували Гальшку Острозьку

Князівну силоміць віддали Лукашеві Ґурці. Беата переписала всі свої та доньчині володіння на князя С. Слуцького. Ґурка ревнує Гальшку до князя С. Слуцького, згодом князя було вбито, як доказ смерті Гальшка отримала відрубану руку коханого з обручкою. Гальшку заслали до Шамотульської вежі. Беата, шукаючи захисту, взяла шлюб з Альбрехтом Лаським, який одержав землі дружини, а її саму зіслав у замок Кєжмарк в Угорщині, де вона і померла. Гальшка залишилась без захисту і прожила в Шамотульській вежі близько 14 років. Гурка наказав одягти на обличчя дружини маску, щоб ніхто не бачив її краси. Із вежі вона могла робити тільки одну прогулянку — підземним коридором у костьол, де за ґратами могла прослухати месу. Люди називали її «чорною княгинею» через жалобний одяг. За час, проведений у вежі, Гальшка Іллівна прочитала багато книг.
На початку 1573 р. Лукаш Ґурка помер. Гальшка отримала волю, повернулась до князя В. К. Острозького, передала йому управління своїми маєтками. Мала намір одружитися з Яном Остроругою, чого не допустив стрийко, не бажаючи віддавати власність. Переїхала проживати до Дубна.

## Меценатство
У польських хроніках епохи Середньовіччя, а також у працях істориків XVIII–XIX ст. зустрічаються згадки про психічний розлад Гальшки, що нібито вона втратила розум та доживала свої роки у Дубно на утриманні дядька — Василя-Костянтина та двоюрідного брата Януша Острозького. Та після 1573 року знайдені документальні свідчення того, що Гальшка вела господарські справи, виступала перед свідками в суді. Про ясність її розуму свідчить і складання княгинею в місті Турові заповіту (тестаменту), що датується 16 березня 1579 року. У своєму заповіті Гальшка Острозька заповіла 6 тисяч кіп литовських грошей на розвиток шпиталю й православної академії, що планував відкрити в Острозі її дядько.
|  | «…на шпитал і академію Острозскую, на монастир святого Спаса неподалік Луцка над рікою Стиром і на селі Дорогиню шест тисячей личби литовської». |

Таким чином, Острозька академія з'явилася з волі і за кошти Гальшки Острозької. Це свідчить про те, що Гальшка була меценаткою доби пізнього Середньовіччя. Завдяки Гальшці та її дядькові Василю-Костянтину постали «Волинські Афіни» — освітній та культурний центр в Острозі.
|  | Люди середньовіччя були зорієнтовані на відмолювання гріхів — вважалося, якщо даєш гроші на церкву, щоб за тебе молилися, то твоя душа може мати вічне спасіння. А вона ці гроші дає не на церкву — можливо її життя було настільки важким, що вона вважала, що за життя очистилася, і вирішила віддати гроші на таку неординарну для того часу справу… (проректор сучасної Острозької Академії Петро Кралюк) |

Наприкінці життя Острозька прийняла православ'я, про це свідчать дарунки православним храмам і монастирям. Останні роки життя меценатка провела в Закриниччі на Поділлі, у так званому замку на водах, де й померла в 1582 році у 43-річному віці. Кажуть, що коли молодий місяць виходить з-за хмар і місячне світло м'яко падає на страшні стіни Шамотульського замку, біля однієї з веж з'являється жіноча фігура в чорному і досі оплакує своє нещасне кохання.
1. ↑  Сторінка роману «Сумно ангел зітхнув». РВВ «Книгарня». 2024.